# Wonderful Wonderful
Wonderful Wonderful (англ. Чудно) — пятый студийный альбом американской рок-группы The Killers, выпущенный 22 сентября 2017 года лейблом Island Records. Это первый студийный альбом группы за пять лет, начиная с Battle Born (2012 г.), и их пятый студийный альбом подряд, возглавляющий UK Albums Chart. Это также их первый альбом, возглавивший Billboard 200, разошедшийся тиражом в 118 000 единиц, эквивалентных альбому, за первую неделю. Wonderful Wonderful был последним альбомом The Killers с участием ведущего гитариста Дэйва Кюнинга до Pressure Machine, который был выпущен 13 августа 2021 года.

## Предыстория
В мае 2015 года Брэндон Флауэрс сообщил, что он и Дэйв Кюнинг обмениваются идеями для пятого студийного альбома The Killers. Участники группы вновь собрались полным составом в октябре 2015 года, на несколько месяцев раньше, чем первоначально планировалось. Группа начала работать над альбомом в своей собственной студии Battle Born, а также арендовала дома в национальном парке Джошуа-Три и Сан-Диего. Они недолго записывались с Райаном Теддером и другими продюсерами в Лос-Анджелесе, прежде чем начать работать с Джекнайфом Ли, которого им порекомендовал фронтмен группы U2 Боно. Ли работал с группой с сентября 2016 по май 2017 года в своей домашней студии в Топанге, штат Калифорния, и в National SouthWestern Recording studios в Лас-Вегасе, штат Невада. Ли продюсировал все композиции на альбоме вместе с The Killers, с ещё одними продюсерами Эролом Алканом (песня «The Man») и Стюартом Прайсом (песня «Out of My Mind»).
В мае 2016 года было объявлено, что басист Марк Стормер возьмёт длительный перерыв в гастролях с группой. Тем не менее, он продолжил работу над альбомом, создавая многие композиции вместе с Флауэрсом: 

Он перестал гастролировать с нами, и это стало благословением для группы. Он гораздо больше стремился попасть в студию, он чувствовал, что с него «сняли обезьяну», он действительно внёс большой вклад в эту запись.
 Кюнинг также объявил о перерыве в гастролях в августе 2017 года, вскоре после записи альбома, хотя он останется в составе группы.
Отпраздновав 10-летнюю годовщину своего второго альбома Sam's Town, проведя несколько концертов, Флауэрс понял, что хочет записать настоящий альбом, а не просто «собрать кучу песен вместе». Он заявил, что Wonderful Wonderful — это самое близкое, что они сделали к своему альбому 2006 года. По его словам, идея названия альбома пришла, когда он был в пустыне и увидел надвигающуюся бурю: «Я подумал „чудно, чудно“, и я смог использовать это в песне, которую я написал с Марком, нашим басистом, и в итоге получилось важная часть альбома».
The Killers наняли Марка Нопфлера чтобы исполнить гитарную партию в песне «Have All the Songs Been Written?». Австралийский музыкант Алекс Кэмерон написал тексты для некоторых песен, в том числе «Run for Cover», который первоначально был написан для третьего студийного альбома группы Day & Age (2008 г.).

## Музыка и лирика
В лирическом плане альбом рассказывает о том, что значит быть мужчиной, как сказал Флауэрс в интервью для Entertainment Weekly: «в твоей голове речь идёт о том, чтобы быть жёстким и приносить домой бекон, но я пришёл к выводу, что на самом деле это больше о сочувствии и сострадании». Он объяснил, что песня «Tyson vs Douglas» была вдохновлена боксерским матчем 1990 года между Майком Тайсоном и Бастером Дугласом, где он исследует, каково это — наблюдать за падением героя. Для журнала NME Флауэрс поделился, что тексты песен альбома «самые личные и откровенные», которые он когда-либо писал: «я смотрю в зеркало на эту запись и много внимания уделяю своему личному опыту. Вместо того, чтобы просто использовать все эти переживания и, возможно, использовать их в других песнях, я иду прямо к этому и пою о своей жизни и своей семье, и это что-то другое для меня».
Песня «Rut» была вдохновлена борьбой жены Флауэрса Таны с посттравматическим стрессовым расстройством. Он рассказал следующее: 

Обычно я чувствую, что защищаю её, но я решил действовать открыто. Так что «Rut» — это то, что она подчиняется ему. Это не значит, что она позволит этому победить её, скорее, она наконец признает, что это есть, и пообещает разорвать этот порочный круг.
 Флауэрс также добавил, что включение борьбы его жены в песню помогло ему лучше понять, через что она проходит. Первоначально «Have All the Songs Been Written?» была темой электронного письма, которое Флауэрс отправил Боно в разгар творческого кризиса, прежде чем последний предположил, что из этого получилось бы отличное название песни.
«The Man» черпает вдохновение из диско-музыки Kool & the Gang Spirit of the Boogie; для этой композии Ронни Ваннуччи-младший основал свои барабаны под «Peek-a-Boo» группы Siouxsie и the Banshees.

## Промоушен

### Синглы
Начиная с 6 мая 2017 года, группа опубликовала в твиттере серию фотографий и коротких видеороликов, чтобы «подразнить» ведущим синглом альбома. Среди твитов была фотография Брэндона Флауэрса в серебристой куртке с золотыми буквами, на которых было написано «The Man», что оказалось названием песни. 14 июня 2017 года она была наконец выпущена в качестве первого сингла с альбома. В шоу Annie Mac (из BBC Radio 1) песня дебютировала в рамках топа «Самая горячая пластинка от Энни Мак в мире». Музыкальное видео на песню «The Man» было выпущено 28 июня 2017 года и включает эпизодическую роль бывшего мэра Лас-Вегаса и нынешнего Первого джентльмена Лас-Вегаса Оскара Гудмана. «The Man» возглавил чарт Billboard Adult Alternative Songs и занял второе место в чарте Alternative Songs.
28 июля группа выпустила песню «Run for Cover» в качестве первого промо-сингла альбома, который был доступен для мгновенной загрузки при предварительных заказах альбома. 22 августа состоялась премьера музыкального клипа на эту песню. Позже песня была отправлена на Contemporary hit radio в Соединённом Королевстве 8 сентября 2017 года и на Alternative radio в Соединённых Штатах 14 ноября 2017 года, став вторым синглом с альбома.
The Killers исполнили как «The Man», так и «Run for Cover» на ток-шоу Jimmy Kimmel Live! 31 июля 2017 года. Группа также исполнила «The Man» на The Late Show со Стивеном Кольбером 21 сентября, на MTV Europe Music Awards 2017 12 ноября и на BBC One Sounds Like Friday Night 24 ноября. 30 сентября 2017 года группа исполнила несколько песен с альбома на Гранд-финале AFL 2017 года.
Третий сингл с альбома, «Rut», был показан на UK Hot adult contemporary 9 декабря 2017 года. 9 января 2018 года было выпущено музыкальное видео на сингл, режиссёром которого выступил Дэнни Драйсдейл.

### Промо-синглы
24 августа состоялась премьера заглавной композиции и второго промо-сингла «Wonderful Wonderful» на Beats 1 в рамках World Record Зейна Лоу. Почти год спустя, 23 августа 2018 года, было выпущено музыкальное видео на заглавную песню. «Some Kind of Love» была выпущена 15 сентября в качестве третьего промо-сингла с альбома, на который повлиял английский музыкант Брайан Ино.

### Прочие песни
Во время короткого тура, в который группа отправилась в сентябре 2017 года, песни «The Calling», «Tyson vs Douglas» и «Life to Come» были исполнены на бис. В песне «The Calling» актёр Вуди Харрельсон читает стих из Библии.

## Отзывы критиков
| Совокупная оценка    | Совокупная оценка |
| Источник             | Оценка            |
| -------------------- | ----------------- |
| Metacritic           | 71/100            |
| Оценки критиков      |                   |
| Источник             | Оценка            |
| AllMusic             | [ 36 ]            |
| Entertainment Weekly | B                 |
| The Guardian         | [ 38 ]            |
| The Independent      | [ 39 ]            |
| NME                  | [ 40 ]            |
| Pitchfork            | 6.3/10            |
| Q                    | [ 2 ]             |
| Rolling Stone        | [ 42 ]            |
| Slant Magazine       | [ 3 ]             |
| The Times            | [ 43 ]            |

Wonderful Wonderful получил в целом положительные отзывы музыкальных критиков. На Metacritic, который присваивает нормализованный рейтинг из 100 рецензий от основных изданий, альбом получил средний балл 71, основанный на 25 рецензиях.
Редактор AllMusic Стивен Томас Эрлевайн написал следующее: «к этому моменту навязчивые идеи и почерк Флауэрса настолько своеобразны, что он явно является автором Wonderful Wonderful, таким же, каким он был на The Desired Effect, и пластинка очаровывает, потому что её смехотворность искренна, а его искренность смешна — два качества, которые делают его и его искусство грязными и вполне подлинными». Написав четырехзвёздочный обзор для NME, Барри Николсон сказал: «как автор песен, Флауэрс никогда не был особенно осторожен в отношении себя — он невротичен, целеустремлён, сентиментален и иногда банален — но на Wonderful Wonderful он обнажается больше, чем когда-либо прежде, и в результате получается лучший альбом группы с момента выхода Sam’s Town 2006 года . Наверху может быть одиноко, но The Killers пока никуда не денутся». В обзоре, оценённом в четыре звезды, The Guardian утверждает, что Wonderful Wonderful состоит из «лучших песен группы за десятилетие <…> Это, безусловно, большая музыка, которая тем лучше для её более интимной, трогательной души». В Rolling Stone альбому дали ту же оценку в 3,5 звезды, что и Hot Fuss (2004 г.) и Day & Age (2008 г.).
В своё положительном отзыве Найл Доэрти из журнала Q описал его как «глянцевый инди-поп альбом с сониками, такими же гладкими и блестящими, как совершенно новый небоскрёб в Вегасе». В восторженной рецензии Beat сказали: «вместо того, чтобы выпускать альбом ради выпуска музыки, Wonderful Wonderful источает намерение, в нём нет песен-наполнителей, скучных мелодий или ленивых текстов — каждая деталь записи была принята во внимание». Однако Пранав Трен из Stereogum сказал, что альбом «знаменует собой их самое яркое воплощение бесцельности». Рецензия Уилла Ходжкинсона для The Times также критиковала альбом, утверждая, что «Wonderful Wonderful обладает звуковым масштабом и производственным блеском, которые могут сравниться только с Боно и его обитателями стадиона, спасающими мир, но это также демонстрирует слабость U2, позволяющую грандиозности подавлять интимность выражения, наряду с желанием быть всем для всех людей». Однако, когда критик музыкального веб-сайта Pitchfork Джейсон Грин рецензировал Wonderful Wonderful, он в конечном итоге дал ему самую высокую оценку, которую на сегодняшний день получили студийные альбомы The Killers, и пришёл к следующему выводу: «с The Killers величие и нелепость идут рука об руку».

### Награды
| Издание             | Награда                                 | Позиция | Ссылка |
| ------------------- | --------------------------------------- | ------- | ------ |
| American Songwriter | Топ-25 альбомов 2017-го                 | 20      | [ 46 ] |
| Dork                | Лучшие альбомы 2017 года по версии Dork | 46      | [ 47 ] |
| Radio X             | Топ-30 лучших новых альбомов 2017 года  | н/п     | [ 48 ] |

Entertainment Weekly назвал «Have All the Songs Been Written?» 28-й лучшей песней 2017 года.

## Коммерческий успех
Wonderful Wonderful дебютировал на первом месте в американском Billboard 200, став их первой пластинкой, возглавившей чарт. Количество проданных копий альбома составило 118 000 единиц, эквивалентных альбому, при этом 111 000 были чистыми продажами альбомов. Продав 51 756 копий (в том числе 2711 из эквивалентных продаж) в Соединённом Королевстве за первую неделю. The Killers стали первой международной группой, занявшей первое место в чартах своих первых пяти студийных альбомов. Продажи в Великобритании за первую неделю (и эквивалент) превысили совокупные продажи (и эквивалент) остальных пяти лучших альбомов. По состоянию на август 2020 года, альбом был продан тиражом 182 853 экземпляра в Великобритании. Wonderful Wonderful также дебютировал в Australian Albums Chart. В Канаде альбом стал самым продаваемым своей дебютной недели, но в потоковом факторинге он опустился в пятёрку лучших чартов.

## Список композиций
Продюсер Джекнайф Ли, кроме отмеченных.
| №                   | Название                           | Автор(ы) | Producer(s)         | Длительность |
| ------------------- | ---------------------------------- | --- | ------------------- | ------------ |
| 1.                  | «Wonderful Wonderful»              | Brandon Flowers Mark Stoermer Ronnie Vannucci Jr. Lee |                     | 5:09         |
| 2.                  | «The Man»                          | Flowers Dave Keuning Stoermer Vannucci Lee Robert Kool Bell Ronald Bell George Brown Otha Nash Claydes Smith Richard Westfield Robert Mickens Donald Boyce Dennis Thomas | Lee Erol Alkan [a]  | 4:10         |
| 3.                  | «Rut»                              | Flowers Keuning Stoermer Vannucci Lee |                     | 4:24         |
| 4.                  | «Life to Come»                     | Flowers Stoermer Vannucci Lee Alex Cameron Ryan Tedder |                     | 4:31         |
| 5.                  | «Run for Cover»                    | Flowers Stoermer Vannucci Lee Cameron Stuart Price Bob Marley |                     | 3:42         |
| 6.                  | «Tyson vs. Douglas»                | Flowers Stoermer Vannucci Cameron |                     | 4:33         |
| 7.                  | «Some Kind of Love»                | Flowers Lee Brian Eno |                     | 4:38         |
| 8.                  | «Out of My Mind»                   | Flowers Stoermer Vannucci Cameron Price | Lee Price [a]       | 3:43         |
| 9.                  | «The Calling»                      | Flowers Stoermer Vannucci Cameron |                     | 4:01         |
| 10.                 | «Have All the Songs Been Written?» | Flowers Stoermer Vannucci Lee |                     | 4:09         |
| Общая длительность: | Общая длительность:                | Общая длительность: | Общая длительность: | 43:00        |

| №                   | Название                          | Автор(ы)                          | Producer(s)         | Длительность |
| ------------------- | --------------------------------- | --------------------------------- | ------------------- | ------------ |
| 11.                 | «Money on Straight»               | Flowers Keuning Stoermer Vannucci | The Killers         | 3:34         |
| 12.                 | «The Man» (Jacques Lu Cont Remix) |                                   |                     | 4:15         |
| 13.                 | «The Man» (Duke Dumont Remix)     |                                   |                     | 3:51         |
| Общая длительность: | Общая длительность:               | Общая длительность:               | Общая длительность: | 54:40        |

Примечания
- В песне «The Man» используется сэмпл песни «Spirit of the Boogie» (1975), группы Kool & the Gang.
- В песне «Run for Cover» используются элементы «Redemption Song» (1980) Боба Марли.
- В песне «Some Kind of Love» используется сэмпл песни «An Ending (Ascent)» (1983) Брайана Ино.

## Чарты
| Чарт (2017 г.)                           | Позиция в чарте |
| ---------------------------------------- | --------------- |
| Австралия (ARIA)                         | 1               |
| Австрия (Ö3 Austria)                     | 10              |
| Бельгия/Фландрия (Ultratop)              | 7               |
| Бельгия/Валлония (Ultratop)              | 14              |
| Канада (Canadian Albums Chart)           | 4               |
| Хорватия (IFPI)                          | 5               |
| Чехия (ČNS IFPI)                         | 50              |
| Danish Vinyl Albums (Hitlisten)          | 38              |
| Нидерланды (Album Top 100)               | 12              |
| Финляндия (Suomen virallinen lista)      | 16              |
| Франция (SNEP)                           | 60              |
| Германия (Offizielle Top 100)            | 8               |
| Greek Albums (IFPI)                      | 10              |
| Ирландия (IRMA)                          | 2               |
| Италия (Classifica album)                | 26              |
| Japanese Albums (Oricon)                 | 127             |
| Mexican Albums (Top 100 Mexico)          | 6               |
| Новая Зеландия (RMNZ)                    | 3               |
| Норвегия (VG-lista)                      | 16              |
| Польша (ZPAV)                            | 40              |
| Португалия (AFP)                         | 37              |
| Шотландия (Scottish Albums Chart)        | 1               |
| South Korean International Albums (Gaon) | 12              |
| Испания (PROMUSICAE)                     | 6               |
| Швеция (Sverigetopplistan)               | 28              |
| Швейцария (Schweizer Hitparade)          | 8               |
| Великобритания (UK Albums Chart)         | 1               |
| США (Billboard 200)                      | 1               |
| США (Billboard Top Alternative Albums)   | 1               |
| США (Billboard Top Rock Albums)          | 1               |

| Чарт (2017 г.)                     | Позиция |
| ---------------------------------- | ------- |
| Australian Albums (ARIA)           | 69      |
| Belgian Albums (Ultratop Flanders) | 127     |
| UK Albums (OCC)                    | 45      |
| US Top Rock Albums (Billboard)     | 34      |